# 護国寺 (富士見市)
護国寺（ごこくじ）は、埼玉県富士見市にある天台宗の寺院。

## 歴史
創建年代は不明である。ただ境内には、「建長四年（1252年）」の銘が入った板碑があることから、その頃までには既に存在していたものと推測される。なお当寺公式サイトでは「鎌倉期成立の天台宗の古刹です。」としている。
開山開基は不明であるが、寺子屋を設けたり、子どもの守護神とされる六地蔵があるなど、子どもとの関りが深い。
1885年（明治18年）の火災で、山門を除き全て焼失してしまった。1904年（明治37年）に再建された。

## 文化財
- 護国寺建長四年板碑（富士見市指定有形文化財 昭和50年11月1日指定）[3]
- 護国寺大型板碑（富士見市指定有形文化財 昭和58年6月20日指定）[4]

## 交通アクセス
- ふじみ野駅より徒歩18分。